# Venasque
Venasque ist eine südfranzösische Gemeinde mit 1069 Einwohnern (Stand 1. Januar 2022) im Département Vaucluse in der Region Provence-Alpes-Côte d’Azur. Sie gehört zum Arrondissement Carpentras und zum Kanton Pernes-les-Fontaines.
Dank seiner architektonischen Geschlossenheit und den idyllischen, kleinen Plätzen und Brunnen wurde das Dorf als eines der Plus beaux villages de France (schönste Dörfer Frankreichs) klassifiziert.

## Geografie
Der noch weitgehend befestigte Ort mit seinen Türmen, den Tours sarrasines, liegt über der Ebene von Carpentras, oberhalb der Nesque auf einem Felssporn, der auf drei Seiten steil abfällt. Carpentras im Nordwesten ist 11 km entfernt, die TGV-Bahnstation Avignon im Westen etwa 30 km. Das Gemeindegebiet gehört zum Regionalen Naturpark Mont-Ventoux.

## Wappen
Wappenbeschreibung: In Rot ein goldenes Tolosanerkreuz.

## Geschichte
Venasque war ein Bischofssitz und Namensgeber der Grafschaft Venaissin. Ursprünglich gehörte der Ort mit der Region Vaucluse zum Herrschaftsgebiet der Grafen von Toulouse. In den Albigenserkreuzzügen fielen sie an die französische Krone. König Philipp der Kühne trat 1274 das Comtat Venaissin an Papst Gregor X. ab. Bis zur Französischen Revolution (1791) unterstand der Ort dem Heiligen Stuhl. Wie die ganze Region litt Venasque unter den Hugenottenkriegen und wurde zweimal von den Protestanten (1562 und 1564) belagert, allerdings nie eingenommen.
In der jüngeren Geschichte ging die Bedeutung von Venasque stark zurück. Hatte die Stadt im Jahre 1727 noch über 1700 Einwohner, so waren es 1946 nur noch 371. Im Jahr 2007 zählte die Gemeinde wieder 1137 Einwohner.

## Bevölkerungsentwicklung
| Jahr      | 1962 | 1968 | 1975 | 1982 | 1990 | 1999 | 2011 | 2018 |
| Einwohner | 506  | 519  | 526  | 656  | 785  | 966  | 1172 | 1011 |

Quellen: Cassini und INSEE

## Sehenswürdigkeiten

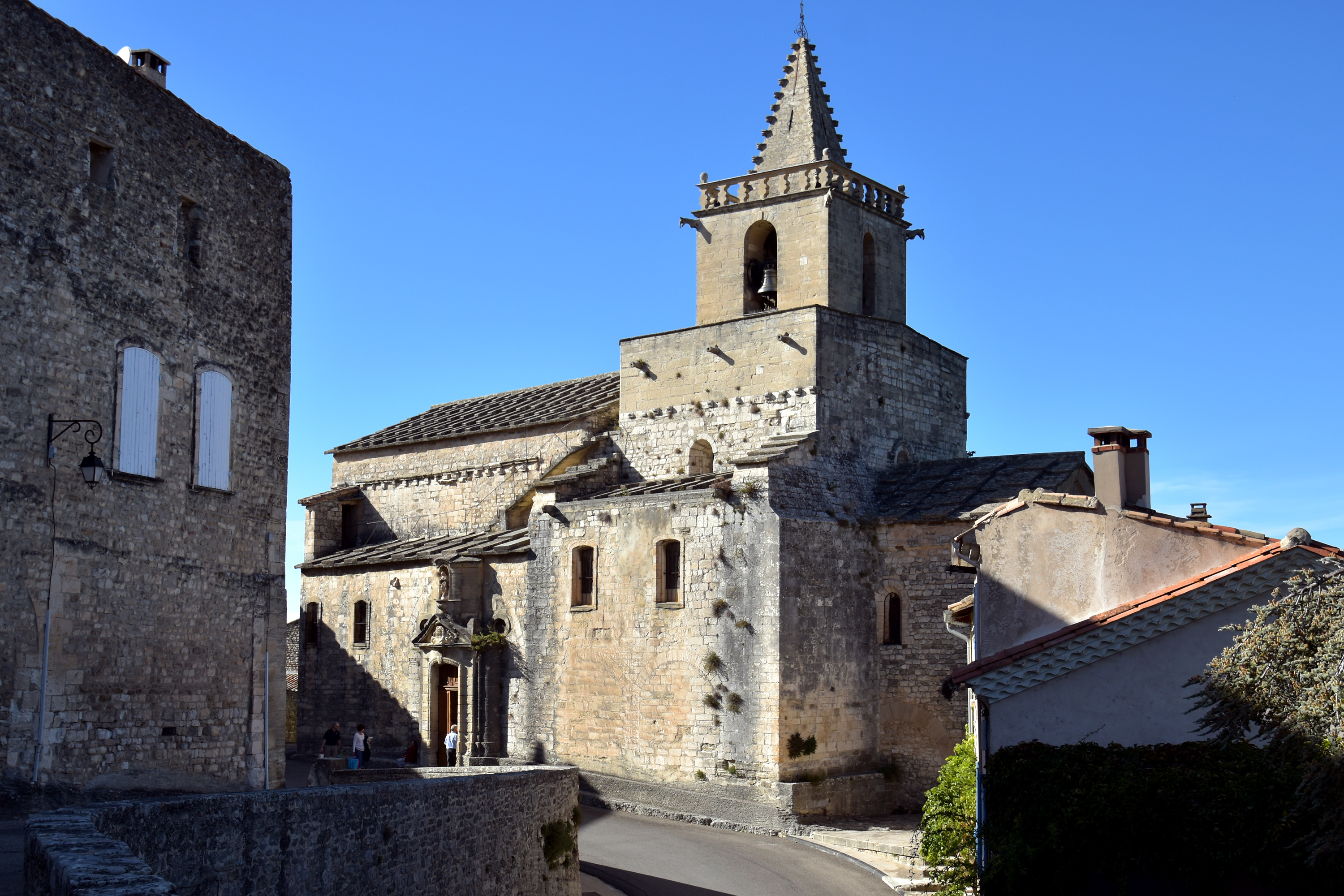
Kirche Notre-Dame

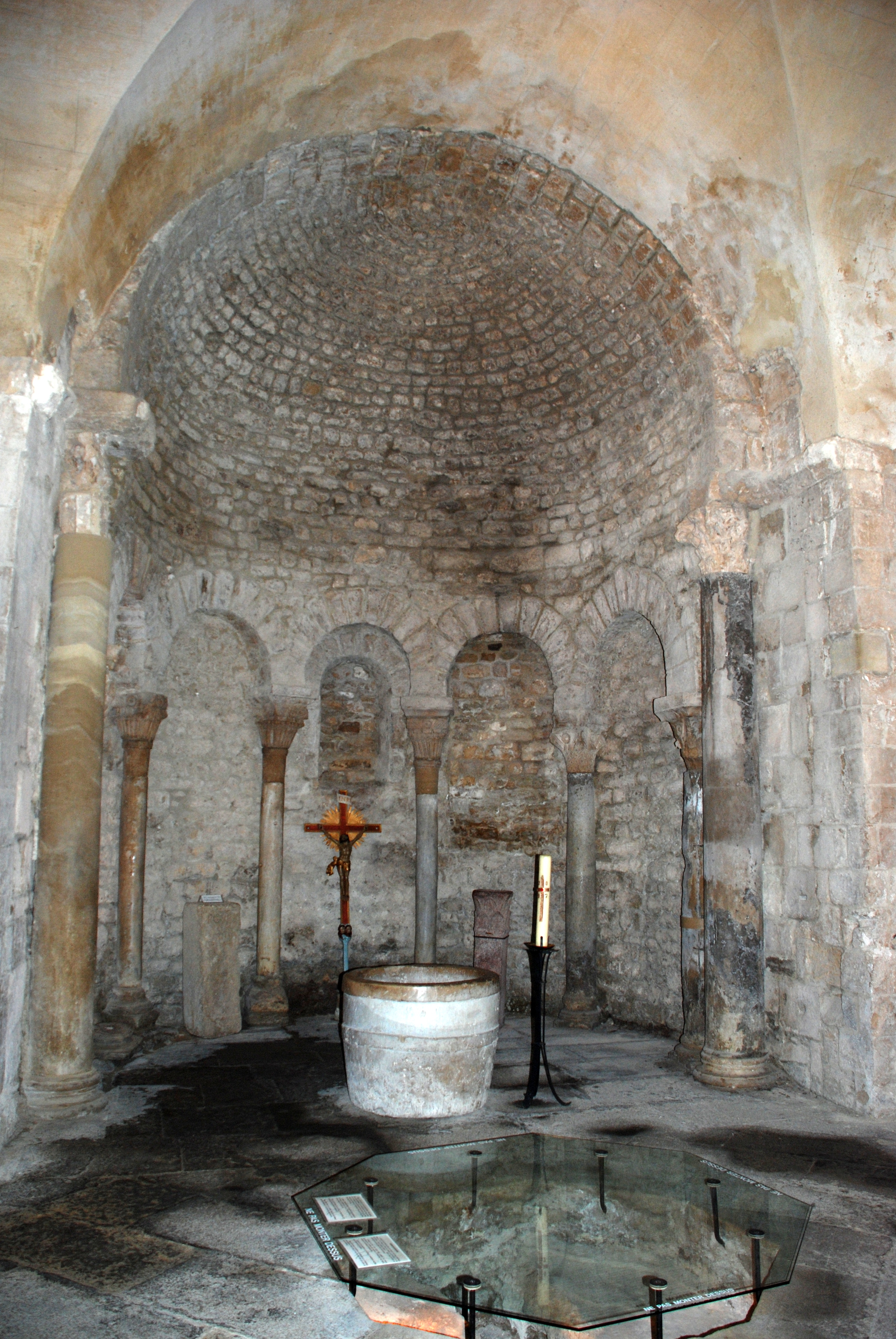
Baptisterium

Die Kirche Notre-Dame wurde mehrfach umgestaltet und verfügt über einen geschnitzten Altaraufsatz aus dem 17. Jahrhundert sowie ein Kreuzigungsgemälde aus der Schule von Avignon von 1498. Von der Kirche gelangt man über einen langen Korridor zum Baptisterium. Dieses ungewöhnliche Baudenkmal ist in seiner Datierung umstritten. Früher glaubte man, es gehe in seinem Ursprung auf das 6. Jahrhundert zurück, in die Zeit der Merowinger. Damit würde es zu den ältesten vorromanischen Kirchenbauten Frankreichs gehören. Doch von dieser Frühdatierung ist man inzwischen abgerückt. Es handelt sich um einen ursprünglich quadratischen Raum, der von einem Kreuzgratgewölbe überwölbt ist, umgeben von vier Apsiden mit Halbkuppeln. Blendarkaden, die auf Marmorsäulen mit antiken (Spolien) oder merowingischen Kapitellen ruhen, gliedern den weitgehend schmucklosen Raum.
Höchstwahrscheinlich ist dieser Bau kein Baptisterium, wie man lange glaubte, sondern eine Grabkapelle. Die achteckige Öffnung im Boden wäre somit erst nachträglich eingefügt worden, um die Frühdatierung zu rechtfertigen, bzw. eine andersförmige Graböffnung ist bewusst in die Form eines Taufbeckens gebracht worden.